# Rhinodoras armbrusteri
Rhinodoras armbrusteri és una espècie de peix de la família dels doràdids i de l'ordre dels siluriformes.

## Morfologia
- Els mascles poden assolir 9,6 cm de longitud total.[5]

## Hàbitat
És un peix d'aigua dolça i de clima tropical.

## Distribució geogràfica
Es troba a Sud-amèrica: riu Takutu i el seu afluent Ireng (conca del Riu Branco, conca del riu Amazones a Guaiana i Brasil), i riu Rupununi (conca del riu Essequibo a Guaiana).